# Еліза Леоніда Замфіреску
Еліза Леоніда Замфіреску (рум. Elisa Leonida Zamfirescu, 10 листопада 1887 – 25 листопада 1973) ― румунська інженер, яка була однією з перших жінок, які отримали ступінь інженера. Народилася в румунському місті Галац, але здобула кваліфікацію в Берліні. Під час Першої світової війни вона керувала лікарнею в Румунії.

## Раннє життя і освіта
Еліза Замфіреску народилася в Галаці, Румунія, 10 листопада 1887 р. Її батько Атанасе Леоніда був офіцером кар'єристом, а її мати, Матильда Гілл, була дочкою інженера французького походження. Вона була однією з 11 дітей; серед її братів і сестер були Димитрій Леоніда, також інженер, та Георгій Леоніда, скульптор.
Через забобони щодо жінок у науці, Замфіреску було відмовлено у вступі до Школи мостів та доріг у Бухаресті. У 1909 р. її прийняли до Королівської технологічної академії в Берліні, Шарлоттенбург. Закінчила в 1912 році, отримавши спеціальність інженера. Стверджується, що Замфіреску була першою у світі жінкою-інженером , але англійка Ніна Кемерон Грем також отримала диплом цивільного інженера в 1912 році в Університеті Ліверпуля та ірландська інженер Еліс Жаклін Перрі закінчила навчання за шість років до будь-якої з них: у 1906 році.

## Кар'єра
Повернувшись до Румунії, Замфіреску працювала асистентом у Геологічному інституті Румунії. Під час Першої світової війни вона приєдналася до Червоного Хреста і керувала лікарнею в місті Мерешешть, Румунія. У 1917 р. її лікарня прийняла поранених у битві при Мерешешті між німецькою та румунською арміями. Румунія перемогла після 28 днів, протягом яких було поранено понад 12 000 румунів та понад 10 000 німців.
Приблизно в цей час вона познайомилася і вийшла заміж за хіміка Константина Замфіреску, брата політика і письменника Дуілія Замфіреску.
Після війни Замфіреску повернулася до Геологічного інституту. Вона керувала кількома геологічними лабораторіями та брала участь у різних польових дослідженнях, у тому числі в тих, котрі виявили нові ресурси вугілля, сланців, природного газу, хрому, бокситів та міді. Замфіреску також викладала фізику та хімію.

## Пізнє життя і смерть
Замфіреску вийшла на пенсію у 1963 році у віці 75 років. На пенсії вона брала участь в русі за роззброєння. Померла у віці 86 років 25 листопада 1973 року.
Її іменем названа премія для жінок, які працюють у галузі науки і техніки — Премія Елізи Леоніда-Замфіреску.

## Почесні відзнаки та нагороди
Замфіреску була першою жінкою-членом A.G.I.R. (Загальна асоціація румунських інженерів). Її ім’я носить вулиця в секторі 1 Бухареста, і вона була відзначена Google Doodle в річницю свого дня народження у 2018 році.